# Alphawezen
Alphawezen — немецкий музыкальный коллектив. За названием, которое имеет интересное происхождение, «скрываются»: музыкант и композитор Эрнст Вавра (Ernst Wawra) из города Ахен и солистка по имени Асу (Asu Yalcindag). Эрнст Вавра известен также под псевдонимом DJ Aeric.

## Происхождение названия
Везен (Wezen) — это название небесного тела, которое находится в созвездии Большого пса (Дельта Большого Пса, δ CMa, δ Canis Majoris). На самом деле, в этом созвездии расположены два светила — «Альфа Сириус» («Alpha Sirius») и «Дельта Везен» («Delta Wezen»). Название же команды, является симбиозом имен этих звёзд — Alphawezen (Альфавезен).

## Об участниках коллектива

### Эрнст
Имея, за плечами солидный опыт, по праву считается настоящим представителем музыкального подполья — андерграунда. Трансформацией своих эмоций в музыку Эрнст начал заниматься с 15 лет. C того времени он успел поработать в нескольких проектах под различными псевдонимами. Истоки творчества артиста связаны к такими стилями и направлениями электронной музыки, как брейкбит (breakbeat) и драм' н' бейс (drum’n’bass). Например, в 1997 году, в его трек «Komissa», который был записан совместно с музыкантами Dj Coma и Stevie B (Trigger) произвёл настоящий фурор, особенно в Гамбурге. Композиция была издана на виниловой 12"-й пластинке, лейблом Firehorse Records (Ванкувер, Канада), номер в каталоге 005 (Fire 005). Немногим позже, лейбл «Ladomat 2000» (Гамбург, Германия) начинает продвигать стиль, детерминированный Эрнстом, как собственное виденье минимал-хауса.
Кроме того Эрнст входит в команду рекордингового лейбла «Modul8», будучи ответственным за его подразделение в городе Ахен.
А также, плотно сотрудничает по части написания музыки для танцевальных номеров творческого коллектива 0110move, одним из основателей которого и является. В рамках этого проекта происходит сотрудничество Alphawezen с такими известными музыкантами как Лори Андерсон и Aphex Twin.

### Асу
Практически все тексты для проекта пишет Асу. Признано, что её голос придаёт первоначальным инструментальным наброскам особую ауру, как будто наполняя их душой, оживляя. За семь лет сотрудничества с Эрнстом, его несколько тоскливо-меланхолические, но вместе с тем лёгкие настроения произведений трансформировались для Асу во вдохновение. Солистка описывает эти, местами напряжённые душевные состояния, так: «Это чувство, что настаёт конец отдыха, когда невозможно оторваться, как ребёнок смотрит на море и не может оторвать взгляда». После выпуска первого альбома и сингла «Gai Soleil» солистка становится неотъемлемой частью проекта .

## Дискография

### Альбомы
- Snow Glow, 2009
- Comme Vous Voulez, 2007
- En passant, 2004 (переиздан в 2008 году)
- L’Apres-Midi D’Un Microphone, 2001
- Wald1, 1998

### Синглы
- Alphawezen «Smile», 2011
- Alphawezen «Into the Stars» (The Complete Mixes), 2009
- Gun Song / Days (The Clubmixes), 2009
- Days Remixes, 2009
- Gun Song Remixes, 2008
- I Like You, 2008
- Gun Song EP, 2008
- Speed Of Light, 2005 (переиздание в 2008 году)
- The Bruxelles EP, 2005 (переиздание в 2008 году)
- Welcome To Machinarchy Mixes, 2004 (переиздание в 2008 году)
- Gai Soleil / Electricity Drive (vs. Terry Lee Brown Junior & The Timewriter)
- System2, 2001
- Into the Stars (Mixes), 2001
- Gai Soleil (Mixes), 2001

### Видео
- Smile, 2011
- Days, 2008
- Speed of light, 2005
- Electricity drive, 2001
- Into the stars, 2001
- Frost, 2001
- Gai Soleil, 2000